# Spoorlijn aansluiting Brandenbaum - Lübeck Konstinbahnhof
De spoorlijn aansluiting Brandenbaum - Lübeck Konstinbahnhof is een Duitse spoorlijn in Sleeswijk-Holstein en is als spoorlijn 1137 onder beheer van DB Netze. 

## Geschiedenis
Het traject werd door de Lübeck-Büchener Eisenbahn geopend in 1892. 

## Treindiensten
De lijn is alleen in gebruik voor goederenvervoer.

## Aansluitingen
In de volgende plaatsen is of was er een aansluiting op de volgende spoorlijnen:
aansluiting Brandenbaum
DB 1131, spoorlijn tussen de aansluiting Strecknitz en Lübeck-Schutup
Lübeck Hauptbahnhof
DB 1113, spoorlijn tussen Lübeck en Lübeck-Travemünde Strand
DB 1120, spoorlijn tussen Lübeck en Hamburg
DB 1121, spoorlijn tussen Lübeck en Büchen